# Antonio Bernacchi

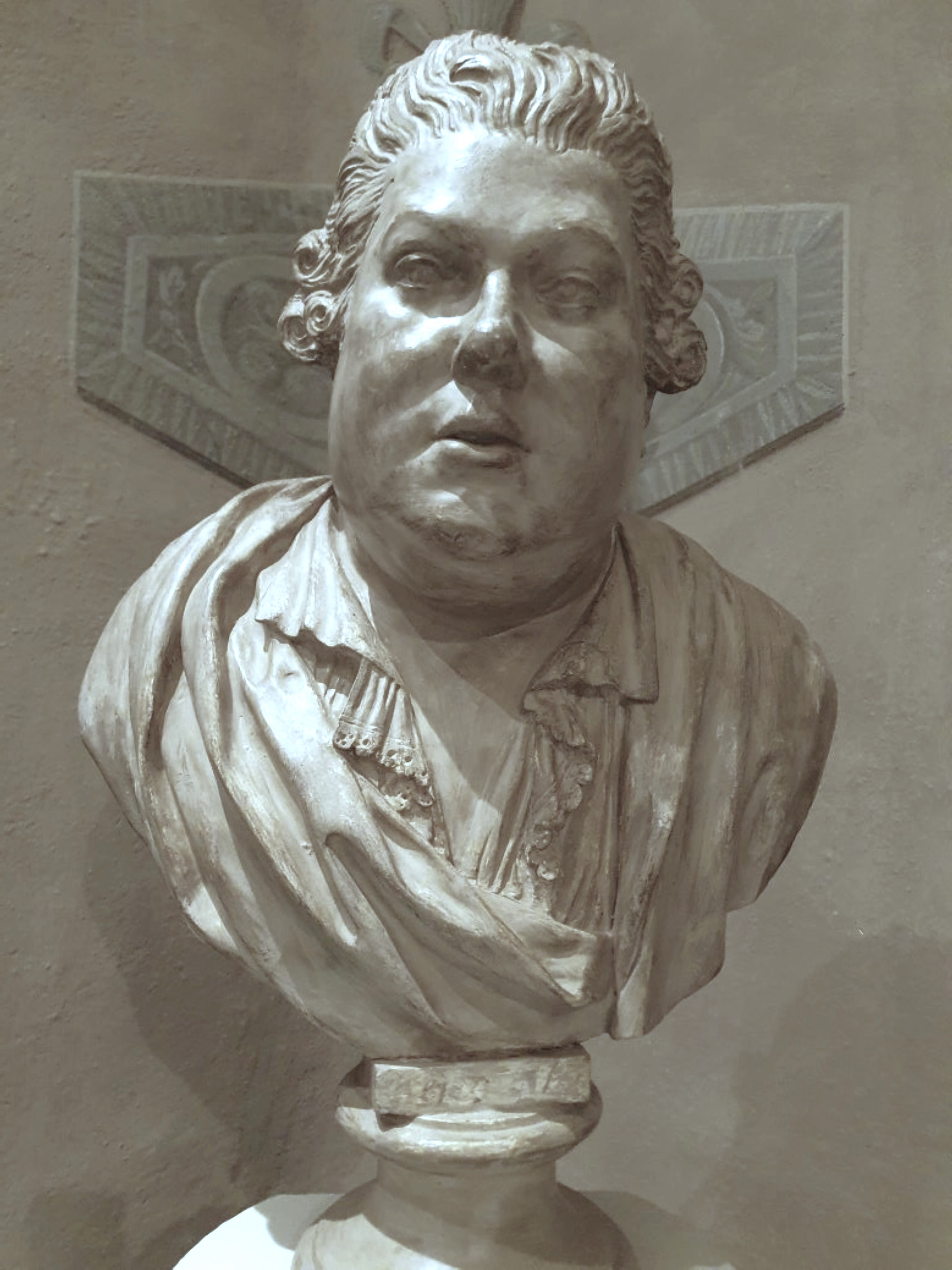
Busto de Bernacchi
(autor desconocido,, Museo internazionale e biblioteca della musica de Bolonia)

Antonio Bernacchi, erróneamente designado por la literatura musical contemporánea con el doble nombre propio de Antonio Maria (1685-1756) nació en 1685 en Bolonia, cuna de los grandes castrati. Su figura y su voz causaron reacciones opuestas a lo largo de toda su carrera, al parecer poseía una voz de un timbre para nada especial pero manejada con una técnica que lo elevaban a un nivel de virtuosísimo superior entre mucho de sus colegas. Sus detractores lo acusaban de, aparte de no tener una voz especial, ser un mal actor y un intérprete inexpresivo.
Poseía un registro de contralto con una emisión de pecho sonora y vibrante que luego caracterizó a Farinelli y Carestini.
La característica más sobresaliente del canto de Bernacchi era su tendencia a usar su voz como instrumento, en sus cadencias con frecuencia imitaba el sonido del oboe o la flauta con gran facilidad como también sonidos no humanos como el canto de los pájaros. Fue instruido desde pequeño por el maestro también castrati Pistocchi.
La influencia de Bernacchi en sus coetáneos y en la evolución del canto es enorme. Históricamente es uno de los cantantes más notables que ha existido y los estudios que él mismo elaboró para afinar la gracia y la agilidad vocal, contribuyeron a perfeccionar el arte del belcanto. Uno de sus aspectos más particulares era su fuerte inclinación por la ornamentación, cadencias elaboradas, gorjeos y trinos que lo ubican como uno de los cantantes más barrocos de su tipo.

## Sus inicios
Se exhibió por primera vez en la Corte del Elector Palatino en 1701 y continuó cantando en Alemania por muchos años con mayor frecuencia en Mannheim y en Viena al servicio del emperador. Solo en 1712 se sabe que Bernacchi regresó a suelo italiano cantando en Venecia en una ópera de Ruggeri: "L’arato in Sparta".
En 1713 regresó a su ciudad natal y se exhibió en "Carlo Re D’Alemagna" con música de Gasparini y Orlandini. Viajó luego a Londres donde no encontró el éxito esperado, regresando a Venecia donde fue recibido en medio de un éxito estrepitoso. Se estableció en la ciudad hasta 1724 y sólo salió de ella en 1718 cuando fue invitado a Pésaro a un espectáculo de gala en la ópera "Vespasiano" de Pallavicino. A principio de la década de 1720 ya podemos encontrar a un Bernacchi en la plenitud de sus medios vocales y como una de las máximas figuras de ese .

## La amistad con Farinelli

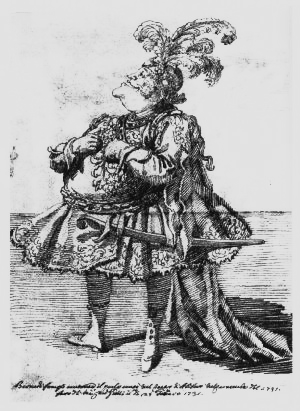
Caricatura de Barnacchi por Pier Leone Ghezzi (1731).

En 1727 aparece en su ciudad natal en la opera “La Fedeltá creduta Coronata” de Orlandini en donde apareció al lado de un joven y ya famoso Farinelli. El anecdotario cuenta que Farinelli interpretó su aria con extrema habilidad, en una cadencia llena de fiorituras complicadísimas. Bernacchi tuvo el honor de cantar inmediatamente después de finalizada la parte de Farinelli imitando exactamente las florituras hechas por el joven castrado y agregándole además más florituras de su autoría, el público delirante proclamó el triunfo de Bernacchi y la ocasión fue celebrada con un banquete fastuoso y la composición de un soneto en boloñés. El enfrentamiento canoro sin embargo, no determinó una enemistad entre los dos divos, al contrario, fue el inicio de una amistad que perduró hasta la muerte de Bernacchi que era 15 años mayor que Farinelli. Cantaron juntos en otras ocasiones: En “Il Medo” de Vinci y en “Scipione in Cartagine” en Parma y de nuevo en Bolgna en 1731 en “Farnace” de Porta. En esta última con un estruendoso triunfo de Farinelli que según se dice fue debido en parte a los secretos que Bernacchi supo transmitirle en el arte de la ornamentación.

## La enemistad con Carestini
En 1728 Bernacchi se encontró con otro grande de la época: Carestini. En esa ocasión la voz de Bernacchi cautivó de sobremanera al cardenal D’Althann y este trató de mantenerlo a toda costa para la temporada siguiente, aceptando todos los términos que impusiera el castrato. Sus peticiones eran claras: Mantener a la soprano Merighi y desistir de Carestini que aparte de rival suyo era miembro de otro partido político. El escándalo fue mayúsculo y los miembros del partido de Carestini obligaron al empresario Casarale a no aceptar los términos del contrato de Bernacchi. El castrati se indignó tanto con la situación que rompió relaciones con Nápoles y su Teatro y partió inmediatamente a Milán con la Merighi que a la postre se supo era su amante.
Regresó luego a Bolonia donde fue condecorado como miembro de la Academia Filarmónica. En 1729 fue invitado por Haendel a Londres para inaugurar la temporada con “Lottario”. A los 44 años Bernacchi ya no era el mismo y entraba ya en un decline vocal. No obtuvo el favor del público y la prensa sentenció: “Es ciertamente un gran cantante pero no del gusto del público Inglés”.
Tras ese traspié regresó a Italia donde aun era grande su popularidad. En 1731 cantó nuevamente en Módena en “Demetrio” y “Artaxerxes” de Hasse luego del cual se retiró de la escena aunque siguió cantando de manera más privada por unos años más. Se dedicó a la enseñanza y a ayudar a jóvenes talentos que aspiraban a ocupar un lugar en el exigente mundo operístico de la época.
Murió en 1756 y su amigo Farinelli se encargó de organizarle una ceremonia fúnebre fastuosa e imponente.